# François Gaudart (1508-1575)
François Gaudart (1508-1575), seigneur de La Fontaine, est conseiller du roi, maître ordinaire en la chambre des comptes de Paris et ambassadeur de Charles IX en Suisse de 1570 à 1573.

## Biographie
François Gaudart est le fils de Jean Gaudart et de Denise Gobelin. Il a été directeur des finances en Champagne. Il épouse Jeanne Jallain.
Sa fille Marie Gaudart sera l'épouse de Pierre de Villoutreys, notaire et secrétaire du Roi
Il succède fin 1570 comme ambassadeur en Suisse à Pomponne de Bellièvre, grand connaisseur des relations avec ce pays, et a pour successeur Jean de Bellièvre, sieur de Hautefort, frère du précédent, nommé en novembre 1572 et arrivé en Suisse en mars 1573.